# Libentiny
Libentiny jsou malá vesnice, část obce Líšný v okrese Jablonec nad Nisou. Nachází se pod Suchými skalami asi 0,8 kilometru jihozápadně od Líšného 2. dílu a tři kilometry západně od Železného Brodu. Libentiny leží v katastrálním území Líšný o výměře 1,73 km².

## Historie
První písemná zmínka o vesnici pochází z roku 1834.